# Adeline Rittershaus
Adeline Rittershaus (Barmen, 29 juli 1867 - Berlijn, 6 september 1924) was een Duits taalkundige en hooglerares die actief was in Zwitserland.

## Biografie
Adeline Rittershaus was een dochter van Emil Friedrich, een handelaar, en van Julie Hedwig Lucas. Na haar schooltijd in Zürich studeerde ze van 1894 tot 1898 Duitse taal en literatuur en pedagogie aan de Universiteit van Zürich. In 1898 doctoreerde ze bij professor Albert Bachmann. Nadien maakte ze een studiereis naar IJsland. Vervolgens huwde ze in 1899 de IJslander Thorleifur Bjarnason, een leraar, van wie ze reeds in 1901 zou scheiden. In 1904 hertrouwde ze met Theodor Oberländer, een architect, van wie ze in 1919 ook zou scheiden. Nadat de Universiteit van Bonn haar habilitatie weigerde, behaalde ze in 1902 alsnog haar habilitatie aan de Universiteit van Zürich met haar werk Die neuisländischen Volksmärchen. In datzelfe jaar werd ze aan deze universiteit privaatdocente in de oude en moderne IJslandse taal en literatuur, en vanaf 1905 in de Scandinavische talen en literatuur.
Rittershaus was de tweede vrouw die aan de Universiteit van Zürich een habilitatie behaalde. Ze zette zich ook in voor het meisjesonderwijs. Haar onderzoek naar de IJslandse literatuur zou later een inspiratiebron blijken voor onder andere Max Lüthi en voor Rudolf Schenda. In 1920 nam ze wegens gezondheidsproblemen en de vijandigheid van sommigen ontslag uit haar universitaire functies.

## Werken
- (de)  Die neuisländischen Volksmärchen, 1902.